# Campeonato Uruguayo de Primera División 1995
El Campeonato Uruguayo 1995 fue el 91° torneo de primera división del fútbol uruguayo, correspondiente al año 1995. Contó con la participación de 13 equipos.
El campeón fue el Club Atlético Peñarol luego de vencer al Club Nacional de Football en las finales entre el campeón del Torneo Apertura y el campeón del Tornero Clausura, consiguiendo así su tercer campeonato consecutivo.

## Sistema de disputa
- Los 13 equipos disputaron dos torneos, el Apertura y el Clausura en ese orden. Los campeones de estos torneos se enfrentarían en la definición por el título de Campeón Uruguayo. A partir de este campeonato se otorgan 3 puntos por partido ganado.
- Por primera vez se implementó la reciente modificación del reglamento FIFA por la cual el equipo ganador de un partido recibe 3 puntos, en lugar de los 2 puntos que otorgaba la victoria en todas las ediciones anteriores disputadas.

## Desarrollo

### Torneo Apertura
| Puesto | Equipo            | Pts | PJ | PG | PE | PP | GF | GC | Dif |
| ------ | ----------------- | --- | -- | -- | -- | -- | -- | -- | --- |
| 1°     | Peñarol (-2)      | 25  | 12 | 8  | 3  | 1  | 29 | 9  | 20  |
| 1°     | Liverpool         | 25  | 12 | 8  | 1  | 3  | 23 | 9  | 14  |
| 3°     | Nacional (-2)     | 24  | 12 | 8  | 2  | 2  | 24 | 16 | 8   |
| 4°     | Defensor Sporting | 21  | 12 | 6  | 3  | 3  | 18 | 15 | 3   |
| 5°     | Central Español   | 19  | 12 | 5  | 4  | 3  | 18 | 15 | 3   |
| 6°     | Wanderers         | 18  | 12 | 5  | 3  | 4  | 13 | 12 | 1   |
| 7°     | Cerro             | 16  | 12 | 4  | 4  | 4  | 19 | 14 | 5   |
| 8°     | Sud América       | 15  | 12 | 3  | 6  | 3  | 11 | 10 | 1   |
| 9°     | River Plate       | 14  | 12 | 3  | 5  | 4  | 13 | 10 | 3   |
| 10°    | Danubio           | 10  | 12 | 2  | 4  | 6  | 9  | 24 | -15 |
| 11°    | Progreso          | 8   | 12 | 1  | 5  | 6  | 10 | 17 | -7  |
| 12°    | Rampla Juniors    | 6   | 12 | 1  | 3  | 8  | 11 | 32 | -21 |
| 13°    | Basáñez           | 5   | 12 | 0  | 5  | 7  | 9  | 24 | -15 |

|  | Desempate para determinar el ganador del Apertura. |

#### Desempate
| 7 de junio de 1995                              | Peñarol                 | 2:0 (0:0) | Liverpool | Estadio Centenario, Montevideo                           |                                                          |
|                                                 | Pacheco 73' · Silva 84' |           |           | Asistencia: 29.587 espectadores Árbitro(s): Daniel Bello | Asistencia: 29.587 espectadores Árbitro(s): Daniel Bello |
| Peñarol se consagró campeón del Torneo Apertura |                         |           |           |                                                          |                                                          |

### Torneo Clausura
| Puesto | Equipo            | Pts | PJ | PG | PE | PP | GF | GC | Dif |
| ------ | ----------------- | --- | -- | -- | -- | -- | -- | -- | --- |
| 1°     | Nacional          | 27  | 12 | 8  | 3  | 1  | 29 | 13 | 16  |
| 1°     | Peñarol           | 27  | 12 | 8  | 3  | 1  | 20 | 9  | 11  |
| 3°     | Rampla Juniors    | 21  | 12 | 6  | 3  | 3  | 15 | 18 | -3  |
| 4°     | River Plate       | 18  | 12 | 4  | 6  | 2  | 15 | 8  | 7   |
| 5°     | Danubio           | 17  | 12 | 3  | 8  | 1  | 16 | 13 | 3   |
| 6°     | Liverpool         | 14  | 12 | 2  | 8  | 2  | 11 | 11 | 0   |
| 7°     | Defensor Sporting | 14  | 12 | 3  | 5  | 4  | 10 | 11 | -1  |
| 8°     | Basáñez           | 13  | 12 | 3  | 4  | 5  | 16 | 20 | -4  |
| 9°     | Wanderers         | 13  | 12 | 4  | 1  | 7  | 11 | 20 | -9  |
| 10°    | Central Español   | 10  | 12 | 1  | 7  | 4  | 13 | 16 | -3  |
| 11°    | Progreso          | 10  | 12 | 2  | 4  | 6  | 13 | 18 | -5  |
| 12°    | Cerro             | 10  | 12 | 2  | 4  | 6  | 14 | 20 | -6  |
| 13°    | Sud América       | 9   | 12 | 1  | 6  | 5  | 8  | 14 | -6  |

|  | Desempate para determinar el ganador del Clausura. |

#### Desempate
| 5 de noviembre de 1995                            | Nacional                                      | 2:2 (1:2) (5:4 p.)         | Peñarol                                          | Estadio Centenario, Montevideo                          |                                                         |
|                                                   | Lemos 30' 51' (pen.)                          |                            | Bengoechea 1' (pen.) · Romero 36'                | Asistencia: 53.112 espectadores Árbitro(s): Julio Matto | Asistencia: 53.112 espectadores Árbitro(s): Julio Matto |
|                                                   |                                               | Tiros desde el punto penal |                                                  |                                                         |                                                         |
|                                                   | Lemos · Gómez · Carrasco · Abeijón · González |                            | Bengoechea · Aguilera · Olveira · Lima · Pereira |                                                         |                                                         |
| Nacional se consagró campeón del Torneo Clausura. |                                               |                            |                                                  |                                                         |                                                         |

### Tabla acumulada
| Puesto | Equipo            | Pts | PJ | PG | PE | PP | GF | GC | Dif |
| ------ | ----------------- | --- | -- | -- | -- | -- | -- | -- | --- |
| 1°     | Peñarol (-2)      | 52  | 24 | 16 | 6  | 2  | 49 | 18 | 31  |
| 2°     | Nacional (-2)     | 51  | 24 | 16 | 5  | 3  | 53 | 29 | 24  |
| 3°     | Liverpool         | 39  | 24 | 10 | 9  | 5  | 34 | 20 | 14  |
| 4°     | Defensor Sporting | 35  | 24 | 9  | 8  | 7  | 28 | 26 | 2   |
| 5°     | River Plate       | 32  | 24 | 7  | 11 | 6  | 28 | 18 | 10  |
| 6°     | Wanderers         | 31  | 24 | 9  | 4  | 11 | 24 | 32 | -8  |
| 7°     | Central Español   | 29  | 24 | 6  | 11 | 7  | 31 | 31 | 0   |
| 8°     | Danubio           | 27  | 24 | 5  | 12 | 7  | 25 | 37 | -12 |
| 9°     | Rampla Juniors    | 27  | 24 | 7  | 6  | 11 | 26 | 50 | -24 |
| 10°    | Cerro             | 26  | 24 | 6  | 8  | 10 | 33 | 34 | -1  |
| 11°    | Sud América       | 24  | 24 | 4  | 12 | 8  | 19 | 24 | -5  |
| 12°    | Progreso          | 18  | 24 | 3  | 9  | 12 | 23 | 35 | -12 |
| 13°    | Basáñez           | 18  | 24 | 3  | 9  | 12 | 25 | 44 | -19 |

|  | Clasificado a la Liguilla Pre-Libertadores y a las finales. |
|  | Clasificado a la Liguilla Pre-Libertadores.                 |
|  | Desciende a la Segunda División.                            |

## Definición del campeonato
La definición se daba entre el campeón del Torneo Apertura, Peñarol y el campeón del Clausura, Nacional, en una final al mejor de tres partidos.

### Finales
| 8 de noviembre de 1995 | Peñarol        | 1:0 (1:0) | Nacional | Estadio Centenario, Montevideo                               |                                                              |
|                        | Bengoechea 35' |           |          | Asistencia: 21,050 espectadores Árbitro(s): Gustavo Gallesio | Asistencia: 21,050 espectadores Árbitro(s): Gustavo Gallesio |

| 12 de noviembre de 1995 | Nacional                   | 2:1 (2:1) | Peñarol    | Estadio Centenario, Montevideo                           |                                                          |
|                         | Kanapkis 9' · González 37' |           | Romero 22' | Asistencia: 53,218 espectadores Árbitro(s): Daniel Bello | Asistencia: 53,218 espectadores Árbitro(s): Daniel Bello |

| 15 de noviembre de 1995 | Peñarol                                | 3:1 (1:0) | Nacional    | Estadio Centenario, Montevideo                           |                                                          |
|                         | Lima 23' · Romero 60' · Bengoechea 89' |           | O'Neill 87' | Asistencia: 59,104 espectadores Árbitro(s): Saúl Feldman | Asistencia: 59,104 espectadores Árbitro(s): Saúl Feldman |

|                                                   |
| Uruguay                                           |
| Campeón Uruguayo 1995 Peñarol 41.er título de AUF |

## Clasificación a torneos continentales
Para determinar que equipos disputarían la Copa Libertadores 1996 se disputó la liguilla pre-libertadores. De la primera división participaron los seis mejores equipos de la tabla acumulada y los dos finalistas del Campeonato de Clubes Campeones del Interior, Porongos de Flores y Frontera Rivera Chico. Los dos primeros clasifican a Copa Libertadores, mientras que los ubicados en tercera y cuarta posición clasificaban a Copa Conmebol. En caso de que el campeón uruguayo no logre la clasificación a la Libertadores, tiene derecho a jugar un partido de desempate ante el equipo que haya salido segundo.

### Liguilla Pre-Libertadores
| Puesto | Equipo                | Pts | PJ | PG | PE | PP | GF | GC | Dif |
| ------ | --------------------- | --- | -- | -- | -- | -- | -- | -- | --- |
| 1°     | Defensor Sporting     | 16  | 7  | 5  | 1  | 1  | 16 | 10 | 6   |
| 2°     | Liverpool             | 16  | 7  | 5  | 1  | 1  | 17 | 10 | 7   |
| 3°     | Peñarol               | 13  | 7  | 4  | 1  | 2  | 10 | 7  | 3   |
| 4°     | Nacional              | 10  | 7  | 3  | 1  | 3  | 19 | 9  | 10  |
| 5°     | River Plate           | 8   | 7  | 2  | 2  | 3  | 9  | 9  | 0   |
| 6°     | Porongos de Flores    | 7   | 7  | 1  | 4  | 2  | 7  | 12 | -5  |
| 7°     | Wanderers             | 4   | 7  | 1  | 1  | 5  | 8  | 16 | -8  |
| 8°     | Frontera Rivera Chico | 4   | 7  | 1  | 1  | 5  | 9  | 22 | -13 |

|  | Clasifica a la Copa Libertadores 1996. |
|  | Clasifica a la Copa Conmebol 1996.     |

#### Desempate por el título de la Liguilla
|  | Defensor Sporting | 1:0 | Liverpool |  |  |

| Uruguay                                             |
| Campeón Liguilla 1995 Defensor Sporting 6.to título |

#### Desempate por el segundo clasificado a la Copa Libertadores
Peñarol como campeón uruguayo tenía derecho a una repesca ante el segundo equipo de la Liguilla, en este caso Liverpool.
| 20 de diciembre de 1995 | Peñarol                                 | 2:1 | Liverpool     | Estadio Centenario, Montevideo                           |                                                          |
|                         | De Los Santos 11' · Bengoechea 87' (TL) |     | Néstor Correa | Asistencia: 14.242 espectadores Árbitro(s): Saúl Feldman | Asistencia: 14.242 espectadores Árbitro(s): Saúl Feldman |

### Equipos clasificados

#### Copa Libertadores 1996
|   | Equipo            | Clasificación como       |
| - | ----------------- | ------------------------ |
| 1 | Defensor Sporting | Campeón Liguilla 1995    |
| 2 | Peñarol           | Subcampeón Liguilla 1995 |

#### Copa Conmebol 1996
|   | Equipo             | Clasificación como            |
| - | ------------------ | ----------------------------- |
| 1 | River Plate        | 5° puesto en la Liguilla 1995 |
| 2 | Porongos de Flores | 6° puesto en la Liguilla 1995 |

Nota sobre clasificados a Copa Conmebol:
Liverpool rechazó participar de la Copa Conmebol, mientras que Nacional no podía hacerlo debido a su participación en la Supercopa 1996.

## Descenso

### Desempate por la permanencia
|  | Rampla Juniors | 2:0     | Basáñez |  |  |
|  |                | Reporte |         |  |  |

|  | Rampla Juniors | 1:1     | Basáñez |  |  |
|  |                | Reporte |         |  |  |

Basáñez desciende a la Segunda División.